# Strzyżów
Strzyżów là một thị trấn thuộc huyện Strzyżowski, tỉnh Podkarpackie ở đông-nam Ba Lan. Thị trấn có diện tích 14 km². Đến ngày 1 tháng 1 năm 2011, dân số của thị trấn là 8773 người và mật độ 632 người/km².